# Tjäderås-Långsjön
Tjäderås-Långsjön är en sjö i Orsa kommun i Dalarna och ingår i Dalälvens huvudavrinningsområde. Sjön är 12,2 meter djup, har en yta på 0,365 kvadratkilometer och befinner sig 508 meter över havet. Vid provfiske har abborre och gädda fångats i sjön.

## Delavrinningsområde
Tjäderås-Långsjön ingår i det delavrinningsområde (682711-143234) som SMHI kallar för Utloppet av Tjäderås-Långsjön. Medelhöjden är 566 meter över havet och ytan är 10,89 kvadratkilometer. Det finns ett avrinningsområde uppströms, och räknas det in blir den ackumulerade arean 11,91 kvadratkilometer. Vattendraget som avvattnar avrinningsområdet har biflödesordning 4, vilket innebär att vattnet flödar genom totalt 4 vattendrag innan det når havet efter 439 kilometer. Avrinningsområdet består mestadels av skog (85 procent). Avrinningsområdet har 0,43 kvadratkilometer vattenytor vilket ger det en sjöprocent på 4 procent.